# Мандија (Салерно)
Мандија је насеље у Италији у округу Салерно, региону Кампанија.
Према процени из 2011. у насељу је живело 226 становника. Насеље се налази на надморској висини од 497 м.